# Palau Barzizza
El Palau Barzizza és un palau de Venècia, situat al barri de San Polo i amb vistes al Gran Canal, al costat del Palazzo Giustinian Businello i davant del Ca' Farsetti.

## Història
El palau va ser construït com a magatzem al segle XIII, propietat de la família Contarini. L'estructura va ser remodelada al segle XVI, quan es va modernitzar.
El palau deu el seu nom als propietaris que el van adquirir al segle XVIII, la noble família Barzizza de Bèrgam, que van reconstruir la part esquerra del palau original.
L'antiga residència és avui encara una casa privada.

## Arquitectura
La façana, molt compromesa per les nombroses restauracions i reconstruccions que s'han dut a terme al llarg dels segles, apareix asimètrica i plena d'elements contrastats, a causa dels estils de les diferents èpoques.
Centralment, l'orometria es va veure compromesa per les reconstruccions del segle XVIII: la primera obertura de l'elegant finestra de cinc llums del segon pis principal va ser parcialment coberta i tapiada; correspon a una finestra de cinc llums més petita del primer pis.
El bloc esquerre de la façana té finestres monofàl·liques d'arc de mig punt per ressaltar els seus nivells, mentre que la part dreta, més antiga, es distingeix per la presència d'una finestra monofàl·lica gòtica amb balustrada.
De particular valor és l'antic portal esculpit, també compromès al costat dret per la construcció posterior d'una terrassa que sobresurt sobre el canal.